# Раншу-Кеймаду
Раншу-Кеймаду (порт. Rancho Queimado)  —  муниципалитет в Бразилии, входит в штат Санта-Катарина. Составная часть мезорегиона Гранди-Флорианополис. Входит в экономико-статистический  микрорегион Табулейру. Население составляет 2842 человека на 2006 год. Занимает площадь 286,432 км². Плотность населения — 9,9 чел./км².

## История
Город основан 8 ноября 1962 года. 

## Статистика
- Валовой внутренний продукт на 2003 составляет 19.541.632,00 реалов (данные: Бразильский институт географии и статистики).
- Валовой внутренний продукт на душу населения на 2003 составляет 7.111,22 реалов (данные: Бразильский институт географии и статистики).
- Индекс развития человеческого потенциала на 2000 составляет 0,773 (данные: Программа развития ООН).

## География
Климат местности: умеренный.